# Пшенно
Пшенно (пол. Pszenno, нім. Weizenrodau) — село в Польщі, у гміні Свідниця Свідницького повіту Нижньосілезького воєводства.
Населення — 1605 осіб (2011).
У 1975-1998 роках село належало до Валбжиського воєводства.

## Демографія
Демографічна структура станом на 31 березня 2011 року:
|          | Загалом | Допрацездатний вік | Працездатний вік | Постпрацездатний вік |
| -------- | ------- | ------------------ | ---------------- | -------------------- |
| Чоловіки | 766     | 139                | 555              | 72                   |
| Жінки    | 839     | 151                | 511              | 177                  |
| Разом    | 1605    | 290                | 1066             | 249                  |